# Alexis Jenni
Alexis Jenni, geboren in 1963 in Lyon, is een Franse schrijver.
Hij ontving de Prix Goncourt in 2011 voor zijn eerste roman, L'Art français de la guerre (In tijden van oorlog).

## Biografie
Alexis Jenni groeide op in Belley, een dorp in het départment l’Ain. Zijn ouders stuurden hem naar het Lycée public in Bugey. Daarna studeerde hij biologie. In 1989 behaalde hij het diploma “Agrégation de l’enseignement” een academische graad die toegang geeft tot het leraarschap. Hij is leraar biologie en aardwetenschappen aan het Lycée Saint-Marc in Lyon.

## Prix Goncourt
In 2011 ontving Alexis Jenni de Prix Goncourt voor zijn roman L'Art français de la guerre. De Nederlandse vertaling In tijden van oorlog verscheen in 2012. In een interview met France Inter vertelde Jenni dat hij vijf jaar bezig is geweest met het schrijven van L'Art français de la guerre. Het boek werd ook genomineerd voor de Prix Médicis en de Prix Femina. Jenni schreef daarvoor twee andere romans die niet gepubliceerd werden. Op het winnen van de Prix Goncourt reageerde Jenni met de opmerking dat hij niet had verwacht dat het boek zou worden uitgegeven. Hij vergeleek zichzelf met een zondagsschilder.

## In tijden van oorlog
Volgens vertaalster Jeanne Holierhoek is de titel van het boek geïnspireerd op het werk van de Chinese strateeg en generaal Sun Tzu, die ver vóór het begin van onze jaartelling De kunst van het oorlogvoeren schreef.
In het boek komen de recente grote oorlogen die Frankrijk voerde aan de orde. De Tweede Wereldoorlog en het verzet van de Fransen tegen de Duitse overheersing. De koloniale oorlog in Indochina, waarbij Frankrijk trachtte om de macht in Zuid-oost Azië te behouden. En daarna de Algerijnse onafhankelijkheidsoorlog die ook werd uitgevochten op Frans grondgebied.
De oorlogen worden beschreven aan de hand van de persoonlijke ervaringen van Victor Salagnon, ex-verzetsman, voormalig parachutist en ex-officier. Hij geeft schilderles aan een jongeman die, als wederdienst voor de schilderlessen, belooft de oorlogservaringen van Salagnon op te schrijven.
In de commentaren die zijn opgenomen na ieder hoofdstuk worden de racistische reflexen in het huidige Frankrijk gezien als een vervolg op de gevoerde oorlogen. Het is een strijd die wordt uitgevochten in het Frankrijk van nu. Tussen de inwoners van Frankrijk zelf, in de banlieues, in het sociale verkeer, maar ook met geweld. Het is een strijd tussen de ‘echte Fransen’ en de ‘Arabieren’.

## Werken
- 2011 L'Art français de la guerre, 633 p. (Gallimard). Nederlandse vertaling: In tijden van oorlog. Vertaald door Jeanne Holierhoek en  Henriette Gorthuis. Uitgeverij De Geus, 2012.
- 2013 Élucidations. 50 anecdotes, 224 p. (Éditions Gallimard)
- 2013 Le Monde au XXIIe siècle, utopie pour après demain (PUF)
- 2014 Son visage et le tien, 220 p. (Albin Michel)
- 2014 Jour de guerre, reliefs de 1914-18 (Les Éditions du Toucan)
- 2015 La Nuit de Walenhammes, 416 p. Éditions Gallimard)
- 2016 Les Mémoires dangereuses, (avec Benjamin Stora), 238 p. (Albin Michel)
- 2017 La conquête des îles de la Terre Ferme, 416 p. (Éditions Gallimard)
- 2017 Femmes d'ici, cuisines d'ailleurs (Éditions Albin Michel)

## Links
- Virtual International Authority File (VIAF): 182781806

- Bibsys: 11083147
- Bibliothèque nationale de France: cb16535575z (data)
- Catàleg d'autoritats de noms i títols de Catalunya: 981058517042906706
- CiNii: DA19383787
- Gemeinsame Normdatei: 1015944027
- International Standard Name Identifier: 0000 0003 5633 204X
- Library of Congress Control Number: no2011170517
- Nationale Bibliotheek van Letland: 000187598
- Nationale Bibliotheek van Tsjechië: xx0159875
- Nationale Bibliotheek van Israël: 987007462985805171
- Nederlandse Thesaurus van Auteursnamen: 338023593
- Réseau des bibliothèques de Suisse occidentale: 02-A019069830
- Système universitaire de documentation: 155044311
- Virtual International Authority File: 182781806
- WorldCat: E39PBJghmQdgQPP38tp6D4X68C